# Thomas Eagleton
Thomas Francis Eagleton (né le 4 septembre 1929 à Saint-Louis – mort le 4 mars 2007 dans la même ville) est un homme politique américain, membre du parti démocrate, sénateur du Missouri de 1968 à 1987 et éphémère candidat démocrate à la vice-présidence des États-Unis du 13 juillet au 1er août 1972 aux côtés de George McGovern. Il doit se retirer 15 jours après sa nomination et céder sa place à Sargent Shriver après que la presse a dévoilé ses séjours à trois reprises dans un hôpital psychiatrique.

## Biographie
Thomas Eagleton est le fils de Zitta Louise Swanson et de Mark David Eagleton, un homme politique du Missouri qui fut candidat à la mairie de Saint-Louis. 
Après deux ans passés dans l'US Navy, il poursuit des études de droit à Harvard.
En 1956, il épouse Barbara Ann Smith avec laquelle il aura un fils, Terence, né en 1959, et une fille, Christin, née en 1960.
La même année, il est élu Attorney de la ville de Saint-Louis.
En 1960, âgé de seulement 31 ans, il est élu Procureur général de l'État. 
En 1964, il est élu lieutenant-gouverneur du Missouri puis sénateur du Missouri au Congrès américain en 1968. Durant cette période, entre 1960 et 1966, il est hospitalisé à trois reprises dans un établissement psychiatrique et subit par deux fois l'électroconvulsivothérapie. 
Opposé à la guerre du Viêt Nam, candidat démocrate à la vice-présidence américaine comme colistier de George McGovern, candidat à l'élection présidentielle de 1972, la révélation dans les journaux de ses séjours en hôpital psychiatrique et des rumeurs concernant son alcoolisme obligent McGovern à le remplacer par Sargent Shriver, dès le 1er août 1972, 15 jours seulement après sa nomination.
Eagleton est par la suite encore réélu au Sénat en 1974 et 1980 puis se retire de la vie politique nationale en 1986.
En 1987, Eagleton redevient procureur à Saint-Louis et entame une carrière de commentateur politique et de professeur de droit public à l'université Washington de Saint-Louis. 
En janvier 2001, il s'oppose sans succès avec d'autres élus démocrates du Missouri à la nomination de l'ancien gouverneur du Missouri, John Ashcroft, au poste de procureur général des États-Unis dans le cabinet de George W. Bush. 
Thomas Eagleton décède le 4 mars 2007 de complications respiratoires à la suite d'une maladie cardiaque. Bien que catholique, il fit don de son corps à la science. 